# Tetragnatha oculata
Tetragnatha oculata là một loài nhện trong họ Tetragnathidae.
Loài này thuộc chi Tetragnatha. Tetragnatha oculata được miêu tả năm 1955 bởi Denis.